# نايجل كلارك (عازف قيثارة)
نايجل كلارك (بالإنجليزية: Nigel Clark)‏ هو عازف قيثارة بريطاني، ولد في 18 سبتمبر 1966 في ريديتش في المملكة المتحدة.

## وصلات خارجية
- نايجل كلارك على موقع ميوزك برينز (الإنجليزية)
- نايجل كلارك على موقع أول ميوزيك (الإنجليزية)
- نايجل كلارك على موقع ديسكوغز (الإنجليزية)